# سیریکیت
سیریکیت (تایلندی: สิริกิติ์؛ زادهٔ ۱۲ اوت ۱۹۳۲) ملکه مادر اهل تایلند است. وی همچنین برندهٔ جوایزی همچون نشان فیل سفید شده‌است.